# Alto El Olivillo
Alto El Olivillo är ett berg i Chile.   Det ligger i provinsen Provincia de Santiago och regionen Región Metropolitana de Santiago, i den södra delen av landet, 27 km nordost om huvudstaden Santiago de Chile. Toppen på Alto El Olivillo är 1 933 meter över havet.
Terrängen runt Alto El Olivillo är huvudsakligen bergig, men åt nordväst är den kuperad. Runt Alto El Olivillo är det ganska tätbefolkat, med 58 invånare per kvadratkilometer.. 
Omgivningarna runt Alto El Olivillo är i huvudsak ett öppet busklandskap.